# Dolph Castellano
Dolph Castellano (* 27. Juli 1935) ist ein US-amerikanischer Jazzmusiker (Piano, Komposition).

## Leben und Wirken
Castellano, der Zwillingsbruder von Tony Castellano, begann seine Karriere als Jazzpianist Mitte der 1950er-Jahre in New York; erste Aufnahmen entstanden mit Vinnie Riccitelli & The Westchester Workshop, dem u. a. auch Eddie Bert und Carmen Leggio angehörten. An den 1960er-Jahren spielte er u. a. mit Ira Sullivan, Pete Minger, Chubby Jackson und Turk Mauro. Für Sullivan schrieb er die Komposition „Portrait of Sal La Rosa“. Im Bereich des Jazz war er laut Tom Lord zwischen 1956 und 1998 an sieben Aufnahmesessions beteiligt.
Außerdem arbeitete Castellano in den Orchestern von Woody Herman, Sam Donahue, Jimmy Dorsey, Art Mooney, Ralph Marterie, Charlie Spivak und Sy Zentner sowie mit Lou Donaldson und Donald Byrd. In seinen späteren Jahren lebt er in Florida, wo er weiterhin in der Residenz Boca und im Palm Beach Pops Symphonic Orchestra spielte.